# Sainte-Maure
Sainte-Maure è un comune francese di 1 669 abitanti situato nel dipartimento dell'Aube nella regione del Grand Est.

## Società

### Evoluzione demografica
Abitanti censiti